# Gunnar Larsson (1908–1982)
Karl Gunnar Sigfrid Larsson, född 27 januari 1908 i Adolf Fredriks församling, Stockholm, död 21 mars 1982 i 
Nykyrka församling, Skaraborgs län, var målare, tecknare och reklamkonstnär.
Larsson studerade på Valands målarskola i Göteborg samt under studieresor till Paris. Han medverkade i samlingsutställningar med Dalslands konstförening. Hans konst består av figursaker och landskapsmotiv i olja. Han erhöll 1943 l:a pris för en affisch till Åmåls 300-årsjubileum. Larsson är representerad i Åmåls stadshus.